# Joseph Helffrich
| (697) Galilea     | 14 de febrero de 1910 |
| (698) Ernestina   | 5 de marzo de 1910    |
| (699) Hela        | 5 de junio de 1910    |
| (700) Auravictrix | 5 de junio de 1910    |
| (701) Oriola      | 12 de julio de 1910   |
| (702) Alauda      | 16 de julio de 1910   |
| (706) Hirundo     | 9 de octubre de 1910  |
| (708) Raphaela    | 3 de febrero de 1911  |
| (709) Fringilla   | 3 de febrero de 1911  |
| (713) Luscinia    | 18 de abril de 1911   |
| (714) Ulula       | 18 de mayo de 1911    |
| (2056) Nancy      | 15 de octubre de 1909 |
| (3861) Lorenz     | 30 de marzo de 1910   |

Joseph Helffrich (12 de enero de 1890 en Mannheim -Neckarau, 26 de diciembre de 1971) fue un astrónomo alemán.
Realizó su doctorado en 1913 en Heidelberg-Königstuhl Landessternwarte (observatorio de Heidelberg situado cerca de Heidelberg en la universidad de Heidelberg).
En aquella época, el observatorio de Heidelberg era un importante centro de investigación de asteroides dirigido por Max Wolf, y durante su estancia, Helffrich descubrió varios asteroides.